# Minden, ami szép volt
A Minden, ami szép volt Keresztes Ildikó harmadik nagylemeze. 2008. szeptember 19-én jelent meg. Az elmúlt 20-30 év legjobb és legszebb magyar rock dalait dolgozta fel az énekesnő ezen a lemezen, olyan zenészekkel, mint pl.: Szekeres Tamás, Kicska László, Gömöry Zsolt és Hetényi Zoltán.
És valóban nagyszerűek ezek a dalok. Már az egykori Bikini-sláger, az „Adj helyet magad mellett” mellbevágóan tökéletes, különösen abban a felfogásban, ahogy az albumot zenei rendezőként jegyző Szekeres Tamás gitárján megszólal. Ugyanilyen csodálatos a V’Moto-Rock valóban örökzöld „Várj, míg felkel majd a nap” című kisopusa, melyben Szekeresé mellett Keresztes Ildikó rendkívüli előadói kvalitásai is kiteljesednek.

## Számlista
|     | Cím                         | Szerző(k)                                                                   | Eredeti előadó   | Hossz |
| --- | --------------------------- | --------------------------------------------------------------------------- | ---------------- | ----- |
| 1.  | Adj helyet magad mellett    | Trunkos András - Tóth Miklós / Dévényi Ádám                                 | Rolls Frakció    | 3:43  |
| 2.  | Várj, míg felkel majd a nap | Lerch István / Demjén Ferenc                                                | V’Moto-Rock      | 4:31  |
| 3.  | Valahol egy lány            | Illés Lajos / Bródy János                                                   | Koncz Zsuzsa     | 3:47  |
| 4.  | Utolsó érintés              | Gömöry Zsolt / Pataky Attila                                                | Edda Művek       | 5:19  |
| 5.  | Várlak                      | Presser Gábor                                                               | Kovács Kati      | 4:40  |
| 6.  | Holnap                      | Wingfield William Peter, Somló Tamás / Sztevanovity Dusán                   | LGT              | 4:36  |
| 7.  | A szerelem sivataga         | Dorozsmai Péter, Móczán Péter, Pálvölgyi Géza, Takáts Tamás / Márkus József | East             | 5:07  |
| 8.  | Szeress nagyon              | Barta Tamás / Adamis Anna                                                   | Zalatnay Sarolta | 2:48  |
| 9.  | Helló                       | Presser Gábor / Sztevanovity Dusán                                          | Katona Klári     | 6:07  |
| 10. | Ne szeress engem            | Presser Gábor / Sztevanovity Dusán                                          | Deák Bill Gyula  | 5:25  |
| 11. | Szállj fel magasra          | Gallai Péter / Köves Miklós                                                 | Piramis          | 4:05  |
| 12. | Maradj velem                | Balázs Fecó / Horváth Attila                                                | Korál            | 4:14  |
| 13. | Boldogság, gyere haza       | Dancsák Gyula / Miklós Tibor                                                | Cserháti Zsuzsa  | 3:39  |

## Közreműködtek
- Keresztes Ildikó – ének
- Szekeres Tamás – gitárok, zenei rendező
- Kicska László – basszusgitár
- Gömöry Zsolt – billentyűs hangszerek
- Hetényi Zoltán – dobok
- Balázs Fecó ének, hammond (Maradj velem c. dalban)
- Pálvölgyi Géza – zongora (A szerelem sivataga c. dalban)
- Kohánszky Roy – ének (Várlak c. dalban)
- Csányi István – szaxofon (Ne szeress engem c. dalban)
- Demeter Tamás – vokál (Holnap c. dalban)
- Madarász Gábor – gitár (Boldogság, gyere haza c. dalban)

## Toplista
| Toplista (2008)                        | Helyezés | Minősítés  |
| -------------------------------------- | -------- | ---------- |
| MAHASZ Top 40 album- és válogatáslemez | 6        | Aranylemez |